# دیگر حکایت‌های کانتربری
دیگر حکایت‌های کانتربری (ایتالیایی: Gli altri racconti di Canterbury) یک فیلم کمدی سکسی سبک ایتالیایی به کارگردانی مینو گوئرینی است که در سال ۱۹۷۲ منتشر شد. از بازیگران این فیلم می‌توان به انتسو ماجو اشاره کرد.